# Oró Sé do Bheatha ’Bhaile
Oró, Sé do Bheatha ’Bhaile (irisch [ˈɔɾˠoː ɕeː d̪ˠə ˈvʲahə ˈwalʲə]) ist ein traditionelles irisches Protestlied.
Teile des Liedes gehen zurück auf die Zeit der Herrschaft von Elisabeth I. im 16. Jahrhundert. Anfang des 20. Jahrhunderts entstand die heute noch gebräuchliche Fassung.
Eine erste Fassung des Liedes entstand während des Kampfes der von den Iren unterstützen Jakobiten gegen den englischen König. Das Lied ist dem Kampf der irischen Piratin und Nationalheldin Grace O’Malley gegen die britische Herrschaft gewidmet. Sie und ihr Name stehen für Irland an sich und dessen Freiheitskampf. Der Text spielt auch auf die Tradition des Heimbringens der Braut nach der Hochzeit an. Später ergänzte der nationalistische Dichter Patrick Pearse es um weitere Verse. In der Folge wurde es von Mitgliedern und Sympathisanten der IRA während des Osteraufstandes und des Irischen Unabhängigkeitskrieges gesungen. Seit 1916 ist es auch unter dem Namen Dord na bhFiann (Ruf der Kämpfer) bekannt.
Das Lied wurde durch bekannte Künstler wie The Clancy Brothers and Tommy Makem, The Dubliners, Noel McLoughlin, Na Casaidigh, The Wolfe Tones, The Duggans, Sinéad O’Connor und Cruachan gesungen. Auch im Film The Wind That Shakes the Barley wird das Lied von den Rebellen gesungen.

## Liedtext
| irisch | deutsch |
| --- | --- |
| Refrain Oró, sé do bheatha abhaile, Oró, sé do bheatha abhaile, Oró, sé do bheatha abhaile Anois ar theacht an tsamhraidh. Sé do bheatha, a bhean ba léanmhar, do b’ é ár gcreach tú bheith i ngéibheann, do dhúiche bhreá i seilbh méirleach, is tú díolta leis na Gallaibh. Refrain Tá Gráinne Mhaol ag teacht thar sáile, óglaigh armtha léi mar gharda, Gaeil iad féin is ní Gaill ná Spáinnigh, is cuirfidh siad ruaig ar Ghallaibh. Refrain A bhuí le Rí na bhFeart go bhfeiceam, mura mbéam beo ina dhiaidh ach seachtain, Gráinne Mhaol agus míle gaiscíoch, ag fógairt fáin ar Ghallaibh. Refrain | Refrain Oh, willkommen zu Hause, Oh, willkommen zu Hause, Oh, willkommen zu Hause... Jetzt ist die Ankunft des Sommers nah! Willkommen, o Frau, du warst so betrübt, Es war unser Ruin, als du in Banden lagst, Deine schönen Lande im Besitz von Rebellen, Und du an die Fremden verkauft! Refrain Gráinne Mhaol kommt übers Meer, Bewaffnete Krieger begleiten sie als Wache, Es sind Gälen (Iren), keine Franzosen oder Spanier Und sie werden die Fremden in die Flucht jagen! Refrain Dank dem König der Wunder werden wir verstehen, Und mögen wir danach nur eine Woche leben, Gráinne Mhaol und tausende Krieger künden an, die Fremden zu vertreiben! Refrain |